# Vusal Isgandarli
Vusal Isgandarli (en azerí: Vüsal Mahmud oğlu İsgəndərli; Füzuli, 3 de noviembre de 1995) es un futbolista azerí que juega en la demarcación de extremo para el Boluspor de la TFF Primera División.

## Selección nacional
Hizo su debut con la selección de fútbol de Azerbaiyán el 19 de noviembre de 2019. Lo hizo en un partido de clasificación para la Eurocopa 2020 contra Eslovaquia que finalizó con un resultado de 2-0 a favor del combinado eslovaco tras los goles de Róbert Boženík y de Marek Hamšík.

## Clubes
| Club          | País       | Año       | Partidos | Goles |
| ------------- | ---------- | --------- | -------- | ----- |
| Ravan Baku FK | Azerbaiyán | 2013-2014 | 0        | 0     |
| Simurq PIK    | Azerbaiyán | 2014-2015 | 1        | 0     |
| Zira FK       | Azerbaiyán | 2015-2019 | 69       | 8     |
| Keşla FK      | Azerbaiyán | 2019-2021 | 67       | 7     |
| Keçiörengücü  | Turquía    | 2021-2022 | 23       | 4     |
| Sumgayit FK   | Azerbaiyán | 2022-2023 | 35       | 6     |
| KF Egnatia    | Albania    | 2023-2024 | 21       | 6     |
| Boluspor      | Turquía    | 2024-     | 41       | 2     |

## Palmarés

### Títulos nacionales
| Título             | Club     | País       | Año  |
| ------------------ | -------- | ---------- | ---- |
| Copa de Azerbaiyán | Keşla FK | Azerbaiyán | 2021 |